# 1 000 kilomètres de Suzuka 1990
Navigation
Édition précédente Édition suivante
Les 1 000 kilomètres de Suzuka 1990, disputées le 26 août 1990 sur le Circuit de Suzuka, ont été la dix-neuvième édition de cette épreuve et la quatrième manche du Championnat du Japon de sport-prototypes 1990.

## La course

### Classement de la course
Voici le classement officiel au terme de la course,.
- Les premiers de chaque catégorie du championnat du monde sont signalés par un fond jaune.
- Pour la colonne Pneus, il faut passer le curseur au-dessus du modèle pour connaître le manufacturier de pneumatiques.
- Les voitures ne réussissant pas à parcourir 75% de la distance du gagnant sont non classées (NC).

| Pos  | Classe | no  | Écurie                             | Pilotes                                                 | Châssis                             | Pneus | Tours | Temps                             |
| Pos  | Classe | no  | Écurie                             | Pilotes                                                 | Moteur                              | Pneus | Tours | Temps                             |
| ---- | ------ | --- | ---------------------------------- | ------------------------------------------------------- | ----------------------------------- | ----- | ----- | --------------------------------- |
| 1    | C1     | 23  | Nissan Motorsport                  | Kazuyoshi Hoshino Toshio Suzuki                         | Nissan R90CP                        | B     | 171   | 5 h 51 min 40 s 225               |
| 1    | C1     | 23  | Nissan Motorsport                  | Kazuyoshi Hoshino Toshio Suzuki                         | Nissan VRH35Z 3,5 l V8 Turbo        | B     | 171   | 5 h 51 min 40 s 225               |
| 2    | C1     | 27  | FromA Racing                       | Akihiko Nakaya Volker Weidler                           | Porsche 962C                        | B     | 171   | + 52 s 119                        |
| 2    | C1     | 27  | FromA Racing                       | Akihiko Nakaya Volker Weidler                           | Porsche Type-956/82 Flat-6 Turbo    | B     | 171   | + 52 s 119                        |
| 3    | C1     | 37  | Toyota Team TOM'S                  | Geoff Lees Pierre-Henri Raphanel                        | Toyota 90C-V                        | B     | 170   | + 1 tour                          |
| 3    | C1     | 37  | Toyota Team TOM'S                  | Geoff Lees Pierre-Henri Raphanel                        | Toyota R36V 3,6 l V8 Turbo          | B     | 170   | + 1 tour                          |
| 4    | C1     | 2   | Alpha Racing                       | Stanley Dickens Will Hoy                                | Porsche 962C                        | B     | 169   | + 2 tours                         |
| 4    | C1     | 2   | Alpha Racing                       | Stanley Dickens Will Hoy                                | Porsche Type-956/82 Flat-6 Turbo    | B     | 169   | + 2 tours                         |
| 5    | C1     | 100 | Trust Racing Team                  | George Fouché Steven Andskär                            | Porsche 962C GTi                    | D     | 169   | + 2 tours                         |
| 5    | C1     | 100 | Trust Racing Team                  | George Fouché Steven Andskär                            | Porsche Type-935 3,0 l Flat-6 Turbo | D     | 169   | + 2 tours                         |
| 6    | C1     | 1   | Advan Alpha Racing                 | Kunimitsu Takahashi Kazuo Mogi                          | Porsche 962C                        | Y     | 169   | + 2 tours                         |
| 6    | C1     | 1   | Advan Alpha Racing                 | Kunimitsu Takahashi Kazuo Mogi                          | Porsche Type-956/82 Flat-6 Turbo    | Y     | 169   | + 2 tours                         |
| 7    | C1     | 24  | Nissan Motorsport                  | Masahiro Hasemi Anders Olofsson                         | Nissan R90CP                        | D     | 168   | + 3 tours                         |
| 7    | C1     | 24  | Nissan Motorsport                  | Masahiro Hasemi Anders Olofsson                         | Nissan VRH35Z 3,5 l V8 Turbo        | D     | 168   | + 3 tours                         |
| 8    | C1     | 7   | The Alpha Racing                   | Tiff Needell Derek Bell Anthony Reid                    | Porsche 962C                        | Y     | 168   | + 3 tours                         |
| 8    | C1     | 7   | The Alpha Racing                   | Tiff Needell Derek Bell Anthony Reid                    | Porsche Type-935 3,0 l Flat-6 Turbo | Y     | 168   | + 3 tours                         |
| 9    | C1     | 39  | Toyota Team SARD                   | Roland Ratzenberger Naoki Nagasaka                      | Toyota 90C-V                        | D     | 165   | + 6 tours                         |
| 9    | C1     | 39  | Toyota Team SARD                   | Roland Ratzenberger Naoki Nagasaka                      | Toyota R36V 3,6 l V8 Turbo          | D     | 165   | + 6 tours                         |
| 10   | GTP    | 201 | Mazdaspeed                         | Pierre Dieudonné Yojiro Terada David Kennedy            | Mazda 787                           | D     | 164   | + 7 tours                         |
| 10   | GTP    | 201 | Mazdaspeed                         | Pierre Dieudonné Yojiro Terada David Kennedy            | Mazda R26B 2,6 l 4-Rotor            | D     | 164   | + 7 tours                         |
| 11   | C1     | 55  | Omron Racing                       | Eje Elgh Vern Schuppan Tomas Mezera (en)                | Porsche 962C                        | D     | 160   | + 11 tours                        |
| 11   | C1     | 55  | Omron Racing                       | Eje Elgh Vern Schuppan Tomas Mezera (en)                | Porsche Type-935 3,0 l Flat-6 Turbo | D     | 160   | + 11 tours                        |
| 12   | C1     | 88  | British Barn Racing                | Jiro Yoneyama Tsunehisa Asai Hideo Fukuyama             | British Barn BB90R                  | D     | 156   | + 15 tours                        |
| 12   | C1     | 88  | British Barn Racing                | Jiro Yoneyama Tsunehisa Asai Hideo Fukuyama             | Ford Cosworth DFZ 3,5 l V8 Atmo     | D     | 156   | + 15 tours                        |
| 13   | C1     | 21  | AO Racing                          | Costas Los Katsutomo Kaneishi (en) Hideshi Matsuda (en) | Spice SE90C                         | Y     | 151   | + 20 tours                        |
| 13   | C1     | 21  | AO Racing                          | Costas Los Katsutomo Kaneishi (en) Hideshi Matsuda (en) | Ford Cosworth DFZ 3,5 l V8 Atmo     | Y     | 151   | + 20 tours                        |
| 14   | GTP    | 230 | Pleasure Racing                    | Tetsuji Shiratori Keiichi Mizutani Shuji Fujii          | Mazda 757                           | D     | 130   | + 41 tours                        |
| 14   | GTP    | 230 | Pleasure Racing                    | Tetsuji Shiratori Keiichi Mizutani Shuji Fujii          | Mazda 13G 2,0 l 3-Rotor             | D     | 130   | + 41 tours                        |
| DSQ  | C1     | 36  | Toyota Team TOM'S                  | Hitoshi Ogawa Masanori Sekiya Keiichi Suzuki            | Toyota 90C-V                        | B     | 169   | Aileron arrière non réglementaire |
| DSQ  | C1     | 36  | Toyota Team TOM'S                  | Hitoshi Ogawa Masanori Sekiya Keiichi Suzuki            | Toyota R36V 3,6 l V8 Turbo          | B     | 169   | Aileron arrière non réglementaire |
| Abd. | GTP    | 202 | Mazdaspeed                         | Takashi Yorino Yoshimi Katayama Tetsuya Ota (en)        | Mazda 787                           | D     | 22    | Moteur                            |
| Abd. | GTP    | 202 | Mazdaspeed                         | Takashi Yorino Yoshimi Katayama Tetsuya Ota (en)        | Mazda R26B 2,6 l 4-Rotor            | D     | 22    | Moteur                            |
| Abd. | C1     | 85  | Cabin Racing Team With Team LeMans | Takao Wada Osamu Nakako Maurizio Sandro Sala            | Nissan R90V                         | Y     | 14    | Moteur                            |
| Abd. | C1     | 85  | Cabin Racing Team With Team LeMans | Takao Wada Osamu Nakako Maurizio Sandro Sala            | Nissan VRH35 3,5 l V8 Turbo         | Y     | 14    | Moteur                            |
| Abd. | C1     | 33  | Takefuji (ja) Racing Team          | Bob Wollek Rickard Rydell Johnny Herbert                | Porsche 962C                        | D     | 2     | Contact avec la voiture n°85      |
| Abd. | C1     | 33  | Takefuji (ja) Racing Team          | Bob Wollek Rickard Rydell Johnny Herbert                | Porsche Type-935 3,0 l Flat-6 Turbo | D     | 2     | Contact avec la voiture n°85      |

## Pole position et record du tour
- Pole position :  Geoff Lees (#37 Toyota Team Tom's) en 1 min 49 s 674
- Meilleur tour en course :  Geoff Lees (#37 Toyota Team Tom's) en 1 min 56 s 352

## À noter
- Longueur du circuit : 5,859 km
- Distance parcourue par les vainqueurs : 1 001,963 km